# ロイ・キュリアン
ロイ・キュリアン (Roy Curien) は、ザ・ハウス・オブ・ザ・デッドシリーズ（以下、HODシリーズ）に登場する架空の人物。

## 概要
DBRコーポレーションの所長で、シリーズの黒幕的人物。また、ダニエル・キュリアンの実の父親でもある。
もともとは有名な生物学者であり遺伝学者だったが、後述の事件をきっかけにマッドサイエンティストへの変貌を経て、Wheel of Fateへ転生する。
なお、『愛されるより愛シタイ 〜THE HOUSE OF THE DEAD EX〜』にも同姓のキャラクターが登場するが、外見が老人になっている、婚約者の死によってマッドサイエンティストになったなど設定が異なる。

## 来歴・関わった事件

### EFI研究所事件
- 『ザ・ハウス・オブ・ザ・デッド III』（2002年発売）

この作品の回想シーン（一作目より前の出来事）にて登場。数年前、医者に唯一の跡取り息子ダニエルが不治の病に侵されていると宣告され、息子を見殺しにしたくないロイ・キュリアン（以下、ロイ）は不治の病を治すための研究を始める。研究中に生と死の境がなくなるほどの発見をしたとダニエルに伝えるが、前述の研究がきっかけで多くの研究員が危険を感じてDBRコーポレーションを退職したうえ、政府にこの研究を知られた影響などで暴走が始まり、ロイは人造遺伝子「Magician」と「Wheel of Fate」を完成させる。だが前述の研究もあり、ロイは精神に異常をきたすことになった。
一作目ではフルネームが不明で「Dr.キュリアン」という名だったが、この作品でフルネームが「ロイ・キュリアン」と判明し、回想で名が「Dr.ロイ・キュリアン」と表示されている。

### キュリアン邸事件
- 『ザ・ハウス・オブ・ザ・デッド』（1996年発売）

『III』の回想シーンの後日談。当時51歳。1998年12月18日。ロイは自分を陥れた政府や人間たちに、自身が作ったゾンビたちを使って復讐する準備を完了し、まずは自分の研究に協力した研究員たちを惨殺させ始めた。やがて、トーマス・ローガンとGが自身のメンバーでもあるソフィー・リチャーズの電話を聴いて駆けつけたため、彼らをロイはゾンビや「Chariot」や「Hangedman」、「Hermit」を使って殺害しようとする。いずれも撃破されて最後はMagicianを降臨させるが、命令を一切聞かなかったMagicianに裏切られる形で殺害される（Magicianのプログラムを書き換えてロイを殺害させた人物は『2』で判明する）。その後、ロイの研究と技術はカレッブ・ゴールドマンに引き継がれることになる。
この作品ではフルネームが判明していないので、「Dr.キュリアン」と呼ばれている。

### ソーンハートによるゾンビ襲撃事件
- 『ハウス・オブ・ザ・デッド 〜スカーレット・ドーン〜』（2018年発売）

OPで一瞬流れる過去作のシーンとカレッブ・ゴールドマンとソーンハート共々一緒に写った写真と墓に描かれた顔だけ登場。

### ゾビオ&ゾビコの脱走事件
- 『愛されるより愛シタイ 〜THE HOUSE OF THE DEAD EX〜』（2009年発売）

前述の2作品とは無関係の外伝作品。顔も完全に違っている。死亡した婚約者の蘇生を目的でゾビコを作るが、一切言うことを聞かなかった影響でゾビコを幽閉。その後にゾビコが牢屋の門番をしていたゾビオ共々脱走した際は部下のゾンビと自分のクローンである「スター」でゾビコを連れ戻そうとした。
なお、名前は「キュリアン博士」で『1』同様、名字しか判明していない。